# Austrotaxus
Austrotaxus spicata, o teixo-da-nova-caledónia ou teixo-austral, é uma espécie de teixo, a única espécie do género Austrotaxus. A sua classificação foi disputada no passado, com algumas sugestões de que estaria melhor colocada numa família própria (Austrotaxaceae) ou de que seria aparentada com Podocarpaceae, mas provas genéticas recentes colocam-na firmemente na família Taxaceae, relacionada com os restantes teixos dos géneros Taxus e Pseudotaxus.
É endémica da Nova Caledónia, ocorrendo nas regiões norte e central da ilha em solos serpentiníticos entre os 350 e 1350 metros de altitude.
É um arbusto ou pequena árvore, atingindo 5 a 20 metros de altura (raramente 25 metros) com casca avermelhada. As folhas são lanceoladas, planas, com 8 a 12 cm de comprimento (até 17 cm em plantas jovens) e 4 mm de largura, de cor verde escura na face superior e com duas bandas de cor verde clara de estomas na face inferior; encontram-se dispostas em espiral ao longo do ramo. Os cones femininos são semelhantes a drupas, com 20 a 25 mm de comprimento, com um arilo carnudo rodeando quase completamente a única semente, mas com uma extremidade da semente exposta. Os cones masculinos são mais esguios e têm 10 a 15 mm de comprimento.
As folhas mais compridas e as grandes sementes distinguem-na prontamente de outros teixos do género Taxus.